# Dai Xiaoxiang
Dai Xiaoxiang (n. 15 decembrie 1990, Xiamen⁠(d), Republica Populară Chineză) este un arcaș ce a reprezentat Republica Populară Chineză, medaliat olimpic. A participat la o ediție a Jocurilor Olimpice (2012) în care a câștigat o medalie de bronz.